# Júnior Soares
Júnior Soares (21. listopada 1995.) je zelenortski rukometni vratar. Nastupa za klub Atlético do Mindelo i zelenortsku reprezentaciju.
Natjecao se na Svjetskom prvenstvu u Egiptu 2021., gdje je reprezentacija Zelenortske Republike završila na posljednjem, 32. mjestu.